# Familiarité
Die Familiarité ist eine religiöse Gemeinschaft, wie sie häufig in der Franche-Comté und in der Bresse bestand, wobei es sich eigentlich um eine Gemeinschaft von Ministranten handelte.
Die Familiarité fand weite Verbreitung vor allem in der Franche-Comté, aber auch in der benachbarten Bresse und im Burgund im Allgemeinen. Die Familiarité war eine Gemeinschaft von Ministranten, die den Priester bei der Messe unterstützten und auch das Amt des Kantors übernahmen. Je nach Wichtigkeit der Kirche bestand die Familiarité aus mehr oder weniger Mitgliedern. Manchenorts bestanden Reglemente, die die Rechte und Pflichten der Familiaren regelten.

## Mitgliedschaft
Ein Bewerber für die Mitgliedschaft in der Familiarité musste in der Regel Nachkomme von Bürgern der entsprechenden Gemeinde sein, oft mussten die Eltern ausdrücklich vor der Geburt des Bewerbers schon eingebürgert sein. Zudem musste der Kandidat in der Kirche getauft worden sein, zu der die Familiarité gehörte. Ein Bewerber wurde üblicherweise über die gesanglichen Fähigkeiten geprüft, er hatte insbesondere die gregorianischen Choräle zu beherrschen, nach einer Probezeit von mindestens drei Monaten konnte er schließlich aufgenommen werden. Dazu hatte er in der Regel eine Aufnahmegebühr zu bezahlen. Nun wurde er als Messire (gnädiger Herr) angesprochen. Die Familiaren unterstützen den Priester bei allen Gottesdiensten, vor allem auch bei den Privatmessen und Stiftungen, die außerordentlich zahlreich waren. Im Jahr 1729 waren es beispielsweise in der Kirche von Clerval 411 Stiftungen.

## Rechte und Pflichten der Gemeinschaft
Die Familiaren hatten üblicherweise einen Wochendienst, während dessen sie alle Gottesdienste zu begleiten und am Hochamt zu singen hatten. Die Familiaren hatten auch das Läuten zu besorgen (in Clerval im Sommer um 05:30 und um 07:30 Uhr für das Hochamt, im Winter jeweils eine halbe Stunde später, dazu noch der Vespergottesdienst um 15:00 Uhr). Für die Familiaren fand jeweils eine Stunde vor dem Hochamt eine eigene Messe statt. Auswärtige Priester waren für kirchliche Handlungen nicht zugelassen, es sei denn, der zuständige Priester sei anwesend. Monatlich fand eine Versammlung der Familiarité statt, an der unter dem Vorsitz des Priesters alle Angelegenheiten besprochen wurden, Beschlüsse konnten nur mit der einfachen Mehrheit aller Mitglieder der Familiarité gefasst werden. Das Vermögen der Familiarité wurde verwaltet durch einen der Familiaren, den Priester und den Maire der Stadt. Die Erträge aus den Altarstiftungen fielen üblicherweise an die Familiarité, die diese unter sich gleichmäßig verteilten. Waren mehrere Altarstiftungen an einem Tag abzuhalten, begannen die jüngsten Familiaren, dann die älteren und die ältesten begleiteten schließlich die letzten Messen.